# Can Pujal
|  | Per a altres significats, vegeu «Can Pujal (Lliçà d'Amunt)». |

Can Pujal és un edifici al municipi de Santa Eulàlia de Ronçana (Vallès Oriental) catalogat a l'Inventari del Patrimoni Arquitectònic de Catalunya. Antigament era una gran masia i actualment està dividida en tres cases, només aquesta conserva trets primitius. Arran d'una reforma actual es va canviar la teulada a dues vessants per una terrassa horitzontal. De l'antiga masia conserva el gran portal dovellat i dues finestres de tipus gòtic, formades per grossos carreus ben engaltats i un ampit de poc voladís. Una d'elles està protegida per un trencaaigües motllurat i acabat en una mena de cul de llàntia. L'altra és d'arc conopial amb unes decoracions que formen una mena de calats típicament gòtics. Estan en molt bon estat de conservació. Aquesta casa formava part de la finca de Can Bassa, que actualment s'anomena grup casa gran i està integrada per Can Fluvià, Can Magret i Can Pujal. Apareix documentat a Antoni Bassa en un censal mort de l'any 1466 i torna a aparèixer en el fogatge de 1497 i en el de 1553. Per la tipologia hom ha postulat que l'edificació que es conserva és del segle xvi, malgrat es documenti la família amb anterioritat.